# Enza Sampò
Enza Sampò (n. 14 februarie 1939, Torino, Italia) este o jurnalistă și moderatoare de televiziune italiană.